# Première sécession de la plèbe
Sauf précision contraire, les dates de cet article sont sous-entendues « avant l'ère commune » (AEC), c'est-à-dire « avant Jésus-Christ ».
La première sécession de la plèbe (495 av. J.-C.) se solde par l’insurrection du mont Sacré (494 av. J.-C.) suivie de la création des tribuns de la plèbe (493 av. J.-C.).

## Premières années de la République
Au lendemain de la chute de la royauté, le Sénat et surtout les deux seuls magistrats récupèrent le pouvoir suprême, et on passe d'un système monarchique à un système oligarchique. Ce changement de gouvernement ne profite qu'à une minorité, la nouvelle élite : le patriciat. Pendant les dix premières années, les guerres se succèdent, et la première confrontation entre les deux ordres (la plèbe et le patriciat) a lieu en 495 av. J.-C., concernant les dettes : les créanciers, appartenant surtout à l'aristocratie sénatoriale et donc au patriciat, ont droit d'enchaîner, de vendre comme esclaves ou encore de mettre à mort les débiteurs. Or de nombreux plébéiens sont très endettés et subissent donc la loi du patriciat.

## Première révolte (495)
Une nouvelle guerre contre les Volsques est imminente. Une grande partie des plébéiens est endettée, et les lois romaines sont particulièrement féroces contre les débiteurs : ceux-ci sont quasiment les esclaves de leurs créanciers, qui ont droit de vie et de mort sur eux. Or l'armée romaine est composée de citoyens, majoritairement plébéiens. Tite-Live résume parfaitement la situation : « nous qui combattons au-dehors pour la liberté et pour l'empire, nous ne trouvons au-dedans que captivité et oppression ; la liberté du peuple romain est moins en danger durant la guerre que durant la paix, au milieu des ennemis que parmi des concitoyens ».
Tous les débiteurs enchaînés se réunissent sur le Forum Romanum, bientôt soutenus par leurs concitoyens. Le Sénat se réunit, mais les avis sont partagés : un des consuls, Appius Claudius Sabinus Regillensis, veut réprimer cette révolte dans le sang tandis que son collègue Publius Servilius Priscus Structus souhaite être plus conciliant.
Alors que les débats font rage à Rome, les Volsques réunissent une grande armée et marchent sur Rome. La plèbe refuse de se mobiliser pour faire face à la menace, et Publius Servilius promet que le Sénat s'occupera des problèmes de la plèbe et proclame en attendant un édit empêchant « de retenir dans les fers ou en prison aucun citoyen romain, et de l'empêcher ainsi de se faire inscrire devant les consuls ; de saisir ou de vendre les biens d'un soldat tant qu'il serait à l'armée ; enfin, d'arrêter ses enfants ou ses petits-enfants ».
Ainsi, la plèbe s'enrôle en masse pour échapper à ses créanciers et le consul marche contre les Volsques, qu'il vainc, puis les Romains écrasent les Sabins et les Aurunces, qui menaçaient Rome.

## Nouveaux troubles (495-494)
Une fois les ennemis vaincus et l'armée démobilisée, la plèbe attend l'application des engagements du Sénat. Mais le consul Appius Claudius, qui était opposé à l'édit et ne souhaitait nullement faire la moindre concession envers le peuple, fait livrer aux créanciers leurs débiteurs, avec le soutien d'une grande partie des patriciens. Le peuple se tourne alors vers son collègue, Publius Servilius, qui tergiverse, pris entre sa promesse faite au peuple et l'opposition de son ordre.
Le peuple fait connaître son mécontentement en désignant un simple centurion pour la dédicace du temple de Mercure en lieu et place d'un des deux consuls. Une nouvelle menace des Sabins aggrave la situation, le peuple refusant de se mobiliser, et la situation reste ainsi tendue jusqu'à la fin de l'année, où les deux magistrats, haïs par le peuple, sortent de charge.
Les nouveaux consuls Aulus Verginius Tricostus Caeliomontanus et Titus Veturius Geminus Cicurinus ont besoin d'enrôler nombre de soldats pour continuer la guerre face aux Volsques et aux Èques, qui marchent à nouveau sur Rome. Le Sénat ordonne aux deux consuls élus de prendre leur responsabilité et d'effectuer la mobilisation, mais le peuple refuse toujours d'écouter l'autorité consulaire, et les deux magistrats sont conspués par le Sénat et les patriciens. Ces derniers tentent de forcer les citoyens à se mobiliser mais la foule en colère les maltraite.
L'ancien dictateur Titus Larcius Flavus propose d'interdire pendant ces guerres continuelles de saisir les biens d'un débiteur, soldat ou non, à l'instar de Publius Servilius, tandis qu'Appius Claudius qui ne veut rien entendre exige que l'autorité consulaire soit respectée, et qu'on nomme un dictateur dont la puissance est indiscutable pour mettre au pas le peuple. Selon Tite-Live, le Sénat faillit le nommer à ce poste, mais c'est finalement Manius Valerius Volusus Maximus, populaire, qui est nommé dictateur, pour tenter de ramener la concorde à Rome, et de mobiliser les troupes.
Celui-ci promet d'interdire de saisir un débiteur tant qu'il est sous les armes, à l'image de Publius Servilius Priscus Structus, consul l'année d'avant. Le peuple sait qu'on nomme le dictateur contre lui, mais il appartient à une famille très populaire, les Valerii, dont le membre le plus illustre est Publius Valerius qui avait reçu le surnom de Publicola, « ami du peuple ».
Une fois l'armée mobilisée, le dictateur mène ses troupes contre la coalition ennemie. Les Volsques, les Èques et les Sabins sont vaincus par le dictateur et les consuls, la ville volsque de Velitrae est conquise et une colonie romaine y est implantée.
Une fois de retour à Rome, le dictateur souhaite améliorer le sort des débiteurs, mais le Sénat s'oppose à lui. En conséquence, il abdique de sa magistrature, sous les éloges de la population.

## Insurrection du mont Sacré (494)
Les patriciens craignent que si l'armée est licenciée, de nouveaux troubles éclatent. Prétextant une nouvelle guerre contre les Èques, le Sénat et les consuls ne démobilisent pas l'armée. Les soldats, exaspérés, se retirent en armes sur le Mons Sacer, le mont sacré, sous la conduite de Licinius Bellutus et de Junius Brutus.
Devant cette sédition, les patriciens hésitent et ont peur que le reste du peuple les rejoigne. Le Sénat se décide alors à envoyer une délégation, menée par Agrippa Menenius Lanatus. Ayant le devoir de réaliser la concorde entre les deux ordres, il emploie le fameux apologue qui apaise les esprits : Les membres et l'estomac grâce auquel il tente de montrer que la cité ne pouvait exister sans la plèbe, mais que, parallèlement la plèbe ne pouvait vivre sans la cité,, selon les termes suivants, d'après Aurelius Victor :
« Un jour [...] les membres du corps humain, voyant que l'estomac restait oisif, séparèrent leur cause de la sienne, et lui refusèrent leur office. Mais cette conspiration les fit bientôt tomber eux-mêmes en langueur ; ils comprirent alors que l'estomac distribuait à chacun d'eux la nourriture qu'il avait reçue, et rentrèrent en grâce avec lui. Ainsi le sénat et le peuple, qui sont comme un seul corps, périssent par la désunion, et vivent pleins de force par la concorde ».

## Création des tribuns de la plèbe (493)
Une fois les esprits apaisés, on consent à la plèbe qu'elle ait ses représentants, qui seraient inviolables, et qui les défendraient contre les consuls : les tribuns de la plèbe, magistrature sacrée interdite aux patriciens. Ces magistrats ont le droit de veto, et une loi est créée pour eux.
D'après Tite-Live :

« À la religion, qui les rendait sacrés, on joignit une loi portant  que tout agresseur des tribuns du peuple, des édiles, des juges, des  décemvirs, verrait sa tête dévouée aux dieux infernaux, et ses biens  confisqués au profit du temple de Cérès, de Liber et de Libera. Cette  loi, selon les jurisconsultes, n'établissait d'inviolabilité en faveur  de personne, mais dévouait seulement l'auteur de toute attaque contre ces magistrats. »

— Tite-Live, Histoire romaine III, 55
En parallèle de la création des tribuns de la plèbe, la ius scriptum est décrétée : dorénavant, la loi ne sera plus orale mais écrite.
La réconciliation et le retour des soldats dans la Ville a lieu après les élections consulaires et l'entrée en charge de Postumius Cominius Auruncus et Spurius Cassius Vecellinus, tous deux pour la seconde fois. Ainsi, ils peuvent faire face aux ennemis de Rome, notamment les Volsques.

## Sources